# Enrique Alfaro
Enrique Alfaro Rojas (* 11. Dezember 1974 in Mexiko-Stadt) ist ein ehemaliger mexikanischer Fußballspieler, der vorwiegend im Mittelfeld agierte.

## Laufbahn
Alfaro stand während seiner gesamten Profikarriere beim Deportivo Toluca FC unter Vertrag, mit dem er dreimal die mexikanische Fußballmeisterschaft gewann.
Außerdem bestritt er von 1996 bis 1998 insgesamt zwanzig Länderspieleinsätze für die mexikanische Fußballnationalmannschaft, in denen er zwei Treffer erzielte. Unter anderem gehörte er zum Kader der Mannschaft, die den CONCACAF Gold Cup 1998 gewann.
Heute betreibt Alfaro eine Fußballschule in seiner Wahlheimatstadt Toluca de Lerdo.

## Erfolge

### Verein
- Mexikanischer Meister: Verano 1998, Verano 1999, Verano 2000

### Nationalmannschaft
- CONCACAF-Gold-Cup-Sieger: 1998